# Mario Cecchi Gori
Mario Cecchi Gori (Brescia, 21 de març de 1920 – Roma, 5 de novembre de 1993) va ser un productor de cinema italià, que ha produït més de 200 pel·lícules de directors com Damiano Damiani, Dino Risi, Ettore Scola, Federico Fellini i Mario Monicelli. Entre 1990 i la seva mort, va presidir l'ACF Fiorentina.

## Biografia
Inicialment era ajudant de Dino De Laurentiis i també de Vittorio De Sica, a finals dels anys 1950 va començar a produir pel·lícules amb empreses com Maxima Cinematografica, Fair cinematografica, Capital Cinematografica, esdevinguda el 1984 Cecchi Gori Silver Film i el 1988 Cecchi Gori Group Tiger Cinematografica. Es va centrar en actors com Totò, Alberto Sordi i Vittorio Gassman.
Des del 1980 el seu fill Vittorio va començar a col·laborar amb ell. A partir de mitjan anys 80 va entrar també en la distribució de cinema, així com en la producció de pel·lícules populars, ocupant el lloc de grans empreses italianes que, mentrestant, havien reduït la seva posició al mercat, com Cineriz iTitanus. El 1990 la Mario & Vittorio Cecchi Gori es va fusionar amb la Silvio Berlusconi Communications donant vida a Penta Film, dedicada a la producció i distribució cinematogràfica i televisiva.
Va produir, entre d'altres, les pel·lícules Lamerica de Gianni Amelio (que va rebre el premi a la millor pel·lícula als Premis del Cinema Europeu de 1994), i Il postino de Michael Radford i Massimo Troisi del 1994, que ha estat la segona pel·lícula en llengua no anglesa] (després de Crits i murmuris d'Ingmar Bergman, del 1972) en ser nominada a la categoria de millor pel·lícula als Premis Oscar de 1996.
Va fer un cameo a la pel·lícula Sing Sing on interpreta un comissari de policia.
Va morir a Roma per problemes cardíacs el 5 de novembre de 1993. És enterrat al cementiri monumental de la Porte Sante a Florència juntament amb la seva dona Valeria Pestelli (1921-2002). Del 1990 al 1993 fou president de la Fiorentina, i a la seva mort el va succeir el seu fill Vittorio.

## Reconeixements
David di Donatello
- 1964: Targa d'oro
- 1967: millor productor - Il tigre
- 1971: David Especial
- 1980: millor productor - Mani di velluto
- 1990: millor productor - Turné
- 1991: David a la carrera

Nastro d'argento
- 1972: millor productor
- 1982: millor productor
- 1989: millor productor
- 1991: millor productor
- 1995: millor productor

## Filmografia parcial
- Ladro lui, ladra lei, dirigida per Luigi Zampa (1958)

- Totò nella Luna, dirigida per Stefano Vanzina (1958)
- Racconti d'estate, dirigida per Gianni Franciolini (1958)
- Tempi duri per i vampiri, dirigida per Stefano Vanzina (1958)
- I tartassati, dirigida per Stefano Vanzina (1959)
- Gastone, dirigida per Mario Bonnard (1959)
- Il mattatore, dirigida per Dino Risi (1959)
- Un amore a Roma, dirigida per Dino Risi (1960)
- A porte chiuse, dirigida per Dino Risi (1961)
- La marcia su Roma, dirigida per Dino Risi (1962)
- Il sorpasso, dirigida per Dino Risi (1962)
- I mostri, dirigida per Dino Risi (1963)
- Il successo, dirigida per Mauro Morassi (1963)
- Se permettete parliamo di donne, dirigida per Ettore Scola (1964)
- Il gaucho, dirigida per Dino Risi (1965)
- La congiuntura, dirigida per Ettore Scola (1965)
- Slalom, dirigida per Luciano Salce (1965)
- Adulterio all'italiana, dirigida per Pasquale Festa Campanile (1966)
- L'armata Brancaleone, dirigida per Mario Monicelli (1966)
- L'arcidiavolo, dirigida per Ettore Scola (1966)
- Le piacevoli notti, dirigida per Armando Crispino i Luciano Lucignani (1966)
- Il tigre, dirigida per Dino Risi (1967)
- Lo scatenato, dirigida per Franco Indovina (1967)
- Ti ho sposato per allegria, dirigida per Luciano Salce (1967)
- La pecora nera, dirigida per Luciano Salce (1968)
- Sissignore, dirigida per Ugo Tognazzi (1968)
- Il profeta, dirigida per Dino Risi (1968)
- Dove vai tutta nuda?, dirigida per Pasquale Festa Campanile (1969)
- L'arcangelo, dirigida per Giorgio Capitani (1969)
- Un detective, dirigida per Romolo Guerrieri (1969)
- Il divorzio, dirigida per Romolo Guerrieri (1970)
- La Califfa, dirigida per Alberto Bevilacqua (1970)
- Brancaleone alle crociate, dirigida per Mario Monicelli (1970)
- La collera del vento, dirigida per Mario Camus (1970)
- Basta guardarla, dirigida per Luciano Salce (1970)
- L'istruttoria è chiusa: dimentichi (tante sbarre), dirigida per Damiano Damiani (1971)
- Il provinciale, dirigida per Luciano Salce (1971)
- Che c'entriamo noi con la rivoluzione?, dirigida per Sergio Corbucci (1972)
- Questa specie d'amore, dirigida per Alberto Bevilacqua (1972)
- Il sindacalista, dirigida per Luciano Salce (1972)
- Senza famiglia, nullatenenti cercano affetto, dirigida per Vittorio Gassman (1972)
- La polizia è al servizio del cittadino?, dirigida per Romolo Guerrieri (1973)
- ...altrimenti ci arrabbiamo!, dirigida per Marcello Fondato (1974)
- Perché si uccide un magistrato, dirigida per Damiano Damiani (1974)
- Il cittadino si ribella, dirigida per Enzo G. Castellari (1974)
- L'anatra all'arancia, dirigida per Luciano Salce (1975)
- Vai gorilla, dirigida per Tonino Valerii (1975)
- Bluff - Storia di truffe e di imbroglioni, dirigida per Sergio Corbucci (1976)
- Remo e Romolo - Storia di due figli di una lupa, dirigida per Mario Castellacci, Pier Francesco Pingitore (1976)
- Nerone, dirigida per Mario Castellacci, Pier Francesco Pingitore (1976)
- La presidentessa, dirigida per Luciano Salce (1977)
- Il prefetto di ferro, dirigida per Pasquale Squitieri (1977)
- Goodbye & Amen, dirigida per Damiano Damiani (1977)
- Un uomo in ginocchio, dirigida per Damiano Damiani (1979)
- Mani di velluto, dirigida per Castellano e Pipolo (1979)
- L'avvertimento, dirigida per Damiano Damiani (1980)
- Mi faccio la barca, dirigida per Sergio Corbucci (1980)
- Non ti conosco più amore, dirigida per Sergio Corbucci (1980)
- Mia moglie è una strega, dirigida per Castellano e Pipolo (1980)
- Il bisbetico domato, dirigida per Castellano e Pipolo (1980)
- Asso, dirigida per Castellano e Pipolo (1981)
- Innamorato pazzo, dirigida per Castellano e Pipolo (1981)
- Delitto al ristorante cinese, dirigida per Bruno Corbucci (1981)
- Grand Hotel Excelsior, dirigida per Castellano & Pipolo (1982)
- Delitto sull'autostrada, dirigida per Bruno Corbucci (1982)
- Bingo Bongo, dirigida per Pasquale Festa Campanile (1982)
- Borotalco, dirigida per Carlo Verdone (1982)
- Attila flagello di Dio, dirigida per Castellano e Pipolo (1982)
- La casa stregata, dirigida per Bruno Corbucci (1982)
- Acqua e sapone, dirigida per Carlo Verdone (1983)
- Sing Sing, dirigida per Sergio Corbucci (1983)
- I due carabinieri, dirigida per Carlo Verdone (1984)
- Vacanze in America, dirigida per Carlo Vanzina (1984)
- Amarsi un po', dirigida per Carlo Vanzina (1984)
- Delitto in Formula Uno, dirigida per Bruno Corbucci (1984)
- Sotto... sotto... strapazzato da anomala passione, dirigida per Lina Wertmüller (1984)
- Pizza Connection, dirigida per Damiano Damiani (1985)
- Lui è peggio di me, dirigida per Enrico Oldoini (1985)
- Joan Lui - Ma un giorno nel paese arrivo io di lunedì, dirigida per Adriano Celentano (1985)
- Il burbero, dirigida per Castellano e Pipolo (1985)
- Il pentito, dirigida per Pasquale Squitieri (1985)
- Sono un fenomeno paranormale, dirigida per Sergio Corbucci (1985)
- Grandi magazzini, dirigida per Castellano e Pipolo (1986)
- Scuola di ladri, dirigida per Neri Parenti (1986)
- Via Montenapoleone, dirigida per Carlo Vanzina (1986)
- I miei primi 40 anni, dirigida per Carlo Vanzina (1987)
- Io e mia sorella, dirigida per Carlo Verdone (1987)
- 7 chili in 7 giorni, dirigida per Luca Verdone (1987)
- Noi uomini duri, dirigida per Maurizio Ponzi (1987)
- Scuola di ladri - Parte seconda, dirigida per Neri Parenti (1987)
- Missione eroica - I pompieri 2, dirigida per Giorgio Capitani (1987)
- Il tenente dei carabinieri, dirigida per Maurizio Ponzi (1987)
- La leggenda del santo bevitore, dirigida per Ermanno Olmi (1988)
- Fantozzi va in pensione, dirigida per Neri Parenti (1988)
- Caruso Pascoski di padre polacco, dirigida per Francesco Nuti (1988)
- Il piccolo diavolo, dirigida per Roberto Benigni (1988)
- Il volpone, dirigida per Maurizio Ponzi (1988)
- Compagni di scuola, dirigida per Carlo Verdone (1988)
- Mia moglie è una bestia, dirigida per Castellano e Pipolo (1988)
- Splendor, dirigida per Ettore Scola (1989)
- Che ora è?, dirigida per Ettore Scola (1989)
- Ho vinto la lotteria di capodanno, dirigida per Neri Parenti (1989)
- Il bambino e il poliziotto, dirigida per Carlo Verdone (1989)
- Volevo i pantaloni, dirigida per Maurizio Ponzi (1990)
- Le comiche, dirigida per Neri Parenti (1990)
- Fantozzi alla riscossa, dirigida per Neri Parenti (1990)
- Tre colonne in cronaca, dirigida per Carlo Vanzina (1990)
- Il viaggio di Capitan Fracassa, dirigida per Ettore Scola (1990)
- Dimenticare Palermo, dirigida per Francesco Rosi (1990)
- Stasera a casa di Alice, dirigida per Carlo Verdone (1990)
- La voce della Luna, dirigida per Federico Fellini (1990)
- Willy Signori e vengo da lontano, dirigida per Francesco Nuti (1990)
- Il sole buio, dirigida per Damiano Damiani (1990)
- Johnny Stecchino, dirigida per Roberto Benigni (1991)
- Zitti e mosca, dirigida per Alessandro Benvenuti (1991)
- Il muro di gomma, dirigida per Marco Risi (1991)
- La setta, dirigida per Michele Soavi (1991)
- Pensavo fosse amore... invece era un calesse, dirigida per Massimo Troisi (1991)
- Volere volare, dirigida per Maurizio Nichetti, Guido Manuli (1991)
- Le comiche 2, dirigida per Neri Parenti (1991)
- Piedipiatti, dirigida per Carlo Vanzina (1991)
- Miliardi, dirigida per Carlo Vanzina (1991)
- Infelici e contenti, dirigida per Neri Parenti (1991)
- Puerto Escondido, dirigida per Gabriele Salvatores (1992)
- Ricky & Barabba, dirigida per Christian De Sica (1992)
- Io speriamo che me la cavo, dirigida per Lina Wertmuller (1992)
- Maledetto il giorno che t'ho incontrato, dirigida per Carlo Verdone (1992)
- Arriva la bufera, dirigida per Daniele Luchetti (1992)
- Nel continente nero, dirigida per Marco Risi (1992)
- Al lupo, al lupo, dirigida per Carlo Verdone (1992)
- L'angelo con la pistola, dirigida per Damiano Damiani (1992)
- Fantozzi in paradiso, dirigida per Neri Parenti (1993)
- Il segreto del bosco vecchio, dirigida per Ermanno Olmi (1993)
- Caino e Caino, dirigida per Alessandro Benvenuti (1993)
- Condannato a nozze, dirigida per Giuseppe Piccioni (1993)
- Ci hai rotto papà, dirigida per Castellano e Pipolo (1993)
- Le nuove comiche, dirigida per Neri Parenti (1994)
- Perdiamoci di vista, dirigida per Carlo Verdone (1994)
- Il postino, dirigida per Michael Radford (1994)
- Cari fottutissimi amici, dirigida per Mario Monicelli (1994)
- Lamerica, dirigida per Gianni Amelio (1994)
- Una pura formalità, dirigida per Giuseppe Tornatore (1994)
- Il toro, dirigida per Carlo Mazzacurati (1994)
- Il branco, dirigida per Marco Risi (1994)
- OcchioPinocchio, dirigida per Francesco Nuti (1994)